# Habitatge al carrer Major, 109 (Cervera)
Habitatge al carrer Major, 109 és una obra de Cervera (Segarra) protegida com a Bé Cultural d'Interès Local.

## Descripció
Situat al carrer Major, eix vertebrador del nucli antic del municipi. Casa entre mitgeres, amb planta baixa, dos pisos i golfes. Les obertures del primer i segon pis -dos a cada un- tenen la llinda plana, mentre la zona de golfes està definida per dos òculs el·líptics. Les obertures del primer pis, més grans, estan unides per una única balconada, mentre que al segon pis hi ha dos balcons. Una cornisa sobresurt rematant la part superior de la casa.